# 丹尼尔·D·汤普金斯
丹尼尔·D·汤普金斯（Daniel D. Tompkins，1774年6月21日—1825年6月11日），美国实业家、記者、政治家，民主共和党成员，曾任纽约州州长（1807年－1817年）和美国副总统（1817年－1825年）。